# نادي الفتح موسم 2006–07
شاركَ نادي الفتح في دوري الدرجة الأولى السعودي 2006–07 حيثُ خاض 26 مباراةً نجحَ خلالها في حصدِ 34 نقطة وهو ما جعله يحتل المركز السابع في جدول ترتيب الدوري كما شارك في الأمير فيصل بن فهد لكنّه أُقصي على يدِ نادي الأنصار في الدور نصف النهائي.

## نظرة عامّة
| المنافسة                   | أول مباراة                 | آخر مباراة                 | الدور الافتتاحي            | المركز النهائي             | السجل | السجل | السجل | السجل | السجل | السجل | السجل | السجل   |
| المنافسة                   | أول مباراة                 | آخر مباراة                 | الدور الافتتاحي            | المركز النهائي             | لعب   | ف     | ت     | خ     | له    | عليه  | ف.أ.  | الفوز % |
| -------------------------- | -------------------------- | -------------------------- | -------------------------- | -------------------------- | ----- | ----- | ----- | ----- | ----- | ----- | ----- | ------- |
| دوري الدرجة الأولى السعودي | 2 تشرين الثاني/نوفمبر 2006 | 3 أيار/مايو 2007           | الجولة الأولى              | المركز السابع              | 26    | 11    | 1     | 14    | 31    | 36    | −5    | 042٫31  |
| الأمير فيصل بن فهد         | 24 آب/أغسطس 2006           | 4 تشرين الأول/أكتوبر 2006  | المجموعة الثالثة           | الدور نصف النهائي          | 6     | 4     | 1     | 1     | 14    | 10    | +4    | 066٫67  |
| كأس ولي العهد              | 30تشرين الثاني/نوفمبر 2006 | 30تشرين الثاني/نوفمبر 2006 | تصفيات التأهل للكأس دور 32 | تصفيات التأهل للكأس دور 32 | 1     | 0     | 0     | 1     | 1     | 2     | −1    | 000٫00  |
| المجموع                    | المجموع                    | المجموع                    | المجموع                    | المجموع                    | 33    | 15    | 2     | 16    | 46    | 48    | −2    | 045٫45  |

آخر تحديث: نهاية الموسم
المصدر: المنافسات

### حصيلة النتائج
| الفريق ╲ الجولة | 1 | 2 | 3 | 4 | 5 | 6 | 7 | 8 | 9 | 10 | 11 | 12 | 13 | 14 | 15 | 16 | 17 | 18 | 19 | 20 | 21 | 22 | 23 | 24 | 25 | 26 |
| --------------- | - | - | - | - | - | - | - | - | - | -- | -- | -- | -- | -- | -- | -- | -- | -- | -- | -- | -- | -- | -- | -- | -- | -- |
| الفتح           | W | L | W | L | W | L | L | L | L | W  | D  | W  | L  | W  | L  | W  | L  | L  | W  | W  | L  | W  | L  | L  | W  | L  |

### ملخص النتائج
| شامل | شامل | شامل | شامل | شامل | شامل | شامل | شامل | على أرضه | على أرضه | على أرضه | على أرضه | على أرضه | على أرضه | خارج أرضه | خارج أرضه | خارج أرضه | خارج أرضه | خارج أرضه | خارج أرضه |
| لعب  | ف    | ت    | خ    | أ.ل  | أ.ع  | ف.أ  | ن    | ف        | ت        | خ        | أ.ل      | أ.ع      | ف.أ      | ف         | ت         | خ         | أ.ل       | أ.ع       | ف.أ       |
| ---- | ---- | ---- | ---- | ---- | ---- | ---- | ---- | -------- | -------- | -------- | -------- | -------- | -------- | --------- | --------- | --------- | --------- | --------- | --------- |
| 26   | 11   | 1    | 14   | 31   | 36   | −5   | 34   | 6        | 1        | 6        | 21       | 21       | 0        | 5         | 0         | 8         | 10        | 15        | −5        |

## الدوري

### معلومات عامّة
استهلّ الفتح موسمه الجديد في دوري الدرجة الأولى حيث لعب مباراته الأولى على أرضه مع نادي ضمك، نجحَ الفتح في اجتيازِ الاختبار الأول بنجاحٍ حينما تفوّق عليه بهدف نظيف، لكنّه تعثر في الجولة الثانيّة حينما خسر خارج أرضيّة ميدانه أمام نادي الأنصار بهدف نظيف، عاد نادي الفتح ليتصر في الجولة الثالثة على أرضه على نادي سدوس بثلاثة أهداف لهدفين، ليخسر الجولة التالية مع نادي أبها بهدفين نظيفين، ليستضيف في الجولة الخامسة نادي الفيحاء على أرضه ويهزمه بثلاثة أهداف لهدف، في الجولة السادسة تبدأ كبوة نادي الفتح الحقيقية عندما يهزم من نادي هجر خارج أرضه بهدفين نظيفين لتتبعها سلسلة من الهزائم في الجولة السابعة مع نادي نجران بثلاثة أهداف لهدف والجولة الثامنة مع نادي الرياض بهدفين لهدف والجولة التاسعة مع نادي النهضة وعلى أرضه وبنتيجة ثقيلة بأربعة أهداف لهدف.
عودة الثقة في الجولة العاشرة عندما تغلب الفتح على نادي الشعلة خارج أرضه بهدف نظيف، ليلعب الجولة الحادية عشر على أرضع مع نادي التعاون ويتعادل معه بنتيجة سلبية ويكون التعادل الوحيد في الدوري، ثم يستضيف نادي الجبلين على أرضه وينتصر في مباراته بهدفين نظيفين، هذه الصحوة لم تستمر طويلاً فهزم النادي في آخر جولة من مرحلة الذهاب مع النادي الوطني في تبوك بهدف نظيف ليختتم المرحلة بجمع 16 نقطة فقط.
المستوى المتذبذب رافق النادي طيلة مراحل الدوري فبعد الجولة الأولى التي تأجلت من مرحلة الإياب لعب النادي في المرحلة الثانية أو المرحلة الخامسة عشر لتكون أول مباراة له في مرحلة الإياب فينتصر على نادي الأنصار بهدفين لهدف وفي الجولة التالية يخسر مع نادي سدوس خارج أرضه بهدف نظيف ليعود وينتصر على نادي أبها في أرضه بثلاثية نظيفة ويخسر بعد ذلك مع نادي الفيحاء بثلاثية نظيفة أيضاً، في الجولة التالية يسقط من جديد على أرضه مع نادي هجر بهدف مقابل أثنين ليعود وينتصر في الجولة التالية على نادي نجران بهدف دون رد، وفي المباراة المؤجلة من الجولة الرابعة عشر يلعب مع نادي ضمك وينتصر خارج أرضه بهدف نظيف أيضاً، ليعود في الجولة الحادية والعشرين ويُهزم على أرضه أمام نادي الرياض بثلاثة أهداف لهدف وفي الجولة الثانية والعشرين ينتصر على نادي النهضة خارج أرضه بثلاثة أهداف لهدف ليعود ويهزم في الجولتين التاليتين مع نادي الشعلة بهدف لهدفين ومع نادي التعاون بهدف دون رد وفي الجولة قبل الأخيرة يلعب الفتح خارج أرضه وينتصر على نادي الجبلين بهدفين لهدف ليهزم في الجولة الأخيرة من جديد أمام النادي الوطني على أرضه بهدفين مقابل ثلاثة أهداف.

## جدول ترتيب دوري الدرجة الأولى السعودي 2006-07
جدول الترتيب:
| م  | الفريق       | لعب | ف  | ت  | خ  | له | عليه | ف.أ | نقاط | صعود أو هبوط                         |
| -- | ------------ | --- | -- | -- | -- | -- | ---- | --- | ---- | ------------------------------------ |
| 1  | نادي الوطني  | 26  | 15 | 10 | 1  | 40 | 18   | 22  | 55   | صعود إلى دوري المحترفين السعودي      |
| 2  | نادي نجران   | 26  | 13 | 9  | 4  | 48 | 32   | 16  | 48   | صعود إلى دوري المحترفين السعودي      |
| 3  | نادي ضمك     | 26  | 10 | 10 | 6  | 35 | 27   | 8   | 40   |                                      |
| 4  | نادي هجر     | 26  | 10 | 8  | 8  | 32 | 30   | 2   | 38   |                                      |
| 5  | نادي الفيحاء | 26  | 9  | 8  | 9  | 32 | 31   | 1   | 35   |                                      |
| 6  | نادي التعاون | 26  | 8  | 10 | 8  | 33 | 31   | 2   | 34   |                                      |
| 7  | نادي الفتح   | 26  | 11 | 1  | 14 | 31 | 36   | -5  | 34   |                                      |
| 8  | نادي الرياض  | 26  | 9  | 10 | 7  | 34 | 31   | 3   | 31   | خصم 6 نقاط                           |
| 9  | نادي الأنصار | 26  | 7  | 10 | 9  | 40 | 40   | 0   | 31   |                                      |
| 10 | نادي أبها    | 26  | 8  | 7  | 11 | 35 | 46   | -11 | 31   |                                      |
| 11 | نادي سدوس    | 26  | 7  | 9  | 10 | 33 | 34   | -1  | 30   |                                      |
| 12 | نادي الجبلين | 26  | 6  | 8  | 12 | 24 | 34   | -10 | 26   |                                      |
| 13 | نادي الشعلة  | 26  | 5  | 9  | 12 | 21 | 32   | -11 | 24   | هبوط إلى دوري الدرجة الثانية السعودي |
| 14 | نادي النهضة  | 26  | 5  | 9  | 12 | 25 | 41   | -16 | 24   | هبوط إلى دوري الدرجة الثانية السعودي |

المصدر:

## قائمة المباريات
هذه قائمةٌ بمباريات نادي الفتح في دوري الدرجة الأولى السعودي 2006–07:
| 2 نوفمبر 2006 1 | الفتح | 1 – 0 | ضمك | الأحساء                              |
| 17:50           |       |       |     | الملعب: ملعب الأمير عبد الله بن جلوي |

| 9 نوفمبر 2006 2 | الأنصار | 1 – 0 | الفتح | المدينة المنورة                         |
| 17:50           |         |       |       | الملعب: مدينة الأمير محمد بن عبد العزيز |

| 15 نوفمبر 2006 3 | الفتح | 3 – 2 | سدوس | الأحساء                              |
| 17:35            |       |       |      | الملعب: ملعب الأمير عبد الله بن جلوي |

| 19 نوفمبر 2006 4 | أبها | 2 – 0 | الفتح | أبها                             |
| 17:45            |      |       |       | الملعب: ملعب سلطان بن عبد العزيز |

| 24 نوفمبر 2006 5 | الفتح | 3 – 1 | الفيحاء | الأحساء                              |
| 18:00            |       |       |         | الملعب: ملعب الأمير عبد الله بن جلوي |

| 8 ديسمبر 2006 6 | هجر | 2 – 0 | الفتح | الأحساء                              |
| 18:00           |     |       |       | الملعب: ملعب الأمير عبد الله بن جلوي |

| 20 ديسمبر 2006 7 | الفتح | 1 – 3 | نجران | الأحساء                              |
| 18:30            |       |       |       | الملعب: ملعب الأمير عبد الله بن جلوي |

| 5 يناير 2007 8 | الرياض | 2 – 1 | الفتح | الرياض                                  |
| 18:00          |        |       |       | الملعب: استاد الأمير تركي بن عبد العزيز |

| 10 يناير 2007 9 | الفتح | 1 – 4 | النهضة | الأحساء                              |
| 17:45           |       |       |        | الملعب: ملعب الأمير عبد الله بن جلوي |

| 14 يناير 2007 10 | الشعلة | 0 – 1 | الفتح | الخرج                    |
| 14:30            |        |       |       | الملعب: ملعب نادي الشعلة |

| 19 يناير 2007 11 | الفتح | 0 – 0 | التعاون | الأحساء                              |
| 15:00            |       |       |         | الملعب: ملعب الأمير عبد الله بن جلوي |

| 24 يناير 2007 12 | الفتح | 2 – 0 | الجبلين | الأحساء                              |
| 15:00            |       |       |         | الملعب: ملعب الأمير عبد الله بن جلوي |

| 9 فبراير 2007 13 | الوطني | 1 – 0 | الفتح | تبوك                                  |
| 15:20            |        |       |       | الملعب: ملعب الملك خالد بن عبد العزيز |

| 21 فبراير 2007 14 | الفتح | 2 – 1 | الأنصار | الأحساء                              |
| 19:00             |       |       |         | الملعب: ملعب الأمير عبد الله بن جلوي |

| 1 مارس 2007 15 | سدوس | 1 – 0 | الفتح | الرياض              |
| 14:45          |      |       |       | الملعب: ملعب الصائغ |

| 7 مارس 2007 16 | الفتح | 3 – 0 | أبها | الأحساء                              |
| 18:30          |       |       |      | الملعب: ملعب الأمير عبد الله بن جلوي |

| 11 مارس 2007 17 | الفيحاء | 3 – 0 | الفتح | المجمعة                        |
| 15:00           |         |       |       | الملعب: مدينة المجمعة الرياضية |

| 16 مارس 2007 18 | الفتح | 1 – 2 | هجر | الأحساء                              |
| 18:30           |       |       |     | الملعب: ملعب الأمير عبد الله بن جلوي |

| 21 مارس 2007 19 | نجران | 0 – 1 | الفتح | نجران                    |
| 14:55           |       |       |       | الملعب: ملعب جامعة نجران |

| 25 مارس 2007 20 | ضمك | 0 – 1 | الفتح | خميس مشيط                                         |
| 16:00           |     |       |       | الملعب: مدينة الأمير سلطان بن عبد العزيز الرياضية |

| 30 مارس 2007 21 | الفتح | 1 – 3 | الرياض | الأحساء                              |
| 19:30           |       |       |        | الملعب: ملعب الأمير عبد الله بن جلوي |

| 5 أبريل 2007 22 | النهضة | 1 – 3 | الفتح | الدمام                          |
| 15:50           |        |       |       | الملعب: ملعب الأمير محمد بن فهد |

| 12 أبريل 2007 23 | الفتح | 1 – 2 | الشعلة | الأحساء                              |
| 19:30            |       |       |        | الملعب: ملعب الأمير عبد الله بن جلوي |

| 19 أبريل 2007 24 | التعاون | 1 – 0 | الفتح | بريدة                                |
| 16:15            |         |       |       | الملعب: مدينة الملك عبدالله الرياضية |

| 26 أبريل 2007 25 | الجبلين | 1 – 2 | الفتح | حائل                                    |
| 16:40            |         |       |       | الملعب: ملعب الأمير عبد العزيز بن مساعد |

| 3 مايو 2007 26 | الفتح | 2 – 3 | الوطني | الأحساء                              |
| 16:40          |       |       |        | الملعب: ملعب الأمير عبد الله بن جلوي |

### إحصائيات
- سجّل الفتح 31 هدفًا (بمعدل 1.19 في كلّ مباراة) بينما تلقّت شباكه 36 هدفًا (بمعدل 1.38 في كل مباراة).
  - سجّل الفتح 21 هدفًا في المباريات التي خاضها على أرضيّة ملعبه بينما تلقَّى 21 هدفًا أيضاً.
  - سجّل الفتح 10 هدفًا خارج دياره وتلقَّى في مقابل ذلك 15 هدفًا.
- أكبر انتصارٍ حقّقه نادي الفتح في الموسم الكرويّ 2006–07 كان على ميدانهِ على حسابِ نادي أبها بثلاثة نظيفة في الجولة السادسة عشر.
  - أكبر خسارةٍ تعرض لها النادي الأحسائي كانت في الجولة التاسعة حينما هُزم أمام نادي النهضة بأربعة أهداف مقابل هدف واحد.
  - لم يتعادل الفتح خلال 26 جولة إلا مرة واحدة فقط في الجولة الحادية عشر.
- هداف الفريق أحمد بوعبيد والذي سجل 8 أهداف في الدوري، كما سجل كل من حسن الحجي 6 أهداف و هاني الدبيني 5 أهداف.[4]

## كأس ولي العهد

### معلومات عامة
شاركَ نادي الفتح في التصفيات التأهيلية لكأس وليّ العهد السعودي 2006–07 وفشل في تخطّي الدور الأول (دور الـ 32) بعدما خسر مع نادي العيون بهدفين لهدف.

### قائمة المباريات
هذه قائمةُ المباريات التي لعبها نادي الفتح في إطار مباريات تصفيات التأهل إلى كأس ولي العهد:
| 30 نوفمبر 2006 دور الـ 32 | الفتح | 1 – 2 | العيون | الأحساء                              |
| 18:45                     |       |       |        | الملعب: ملعب الأمير عبد الله بن جلوي |

### إحصائيات
- خاض نادي الفتح مباراة واحدة في (دور الـ 32) وخسرها.
  - سجل هدف نادي الفتح اللاعب عبدالله العبدالقادر.

## كأس الأمير فيصل بن فهد 2006–07
شاركَ نادي الفتح في كأس الأمير فيصل حيث وقع في المجموعة الثالثة رفقة أندية العدالة والرياض وتصدر المجموعة بعد أن فاز على العدالة على أرضه وتعادل معه خارج أرضه وفاز على الرياض ذهاباً وإياباً ليتأهل إلى الدور ربع النهائي ويلتقي نادي النجمة ويقصيه في الوقت الإضافي بعد انتهاء الوقت الأصلي بالتعادل بثلاثة أهداف لكل فريق، وفي الدور نصف نهائي يخسر مع نادي الأنصار بهدفين لهدف.
جدول مباريات نادي الفتح:
| 24 أغسطس 2006 المجموعات | الفتح | 3 – 1 | العدالة | الأحساء                              |
|                         |       |       |         | الملعب: ملعب الأمير عبد الله بن جلوي |

| 3 سبتمبر 2006 المجموعات | الرياض | 1 – 2 | الفتح | الرياض                                  |
| 20:30                   |        |       |       | الملعب: استاد الأمير تركي بن عبد العزيز |

| 7 سبتمبر 2006 المجموعات | العدالة | 3 – 3 | الفتح | الأحساء                              |
|                         |         |       |       | الملعب: ملعب الأمير عبد الله بن جلوي |

| 20 سبتمبر 2006 المجموعات | الفتح | 1 – 0 | الرياض | الأحساء                              |
| 22:35                    |       |       |        | الملعب: ملعب الأمير عبد الله بن جلوي |

| 28 سبتمبر 2006 ربع النهائي | الفتح | 4 – 3                  | النجمة | الأحساء                              |
| 22:00                      |       | الفوز في الوقت الإضافي |        | الملعب: ملعب الأمير عبد الله بن جلوي |

| 4 أكتوبر 2006 نصف النهائي | الفتح | 1 – 2 | الأنصار | الأحساء                              |
| 22:00                     |       |       |         | الملعب: ملعب الأمير عبد الله بن جلوي |

### ترتيب المجموعة الثالثة[7]
| المركز | الفريق  | لعب | فاز | تعادل | خسر | له | عليه | فارق الأهداف | نقاط | تأهل أو هبط                |
| ------ | ------- | --- | --- | ----- | --- | -- | ---- | ------------ | ---- | -------------------------- |
| 1      | الفتح   | 4   | 3   | 1     | 0   | 9  | 5    | 4            | 10   | تأهل إلى الدور ربع النهائي |
| 2      | الرياض  | 4   | 2   | 0     | 2   | 10 | 4    | 6            | 6    |                            |
| 3      | العدالة | 4   | 0   | 1     | 3   | 5  | 15   | -10          | 1    |                            |

### إحصائيات
- لعب نادي الفتح 6 مباريات فاز في 4 مباريات منها، إحداها بعد وقت إضافي في الأدوار الاقصائية كما تعادل مباراة واحدة وخسر مباراة واحدة.
- سجل نادي الفتح 14 هدفاً في 6 مباريات وتلقت شباكه 10 أهداف.
  - هداف نادي الفتح في البطولة هاني الدبيني بتسجيله 3 أهداف كما سجل كل من عبدالله الكلثم و حبيب الهداف هدفين.[8]